# Morley (Misuri)
Morley es una ciudad ubicada en el condado de Scott en el estado estadounidense de Misuri. En el Censo de 2010 tenía una población de 697 habitantes y una densidad poblacional de 335,55 personas por km².

## Geografía
Morley se encuentra ubicada en las coordenadas 37°2′36″N 89°36′44″O / 37.04333, -89.61222. Según la Oficina del Censo de los Estados Unidos, Morley tiene una superficie total de 2.08 km², de la cual 2.08 km² corresponden a tierra firme y (0%) 0 km² es agua.

## Demografía
Según el censo de 2010, había 697 personas residiendo en Morley. La densidad de población era de 335,55 hab./km². De los 697 habitantes, Morley estaba compuesto por el 94.98% blancos, el 1.15% eran afroamericanos, el 0.43% eran amerindios, el 0% eran asiáticos, el 0% eran isleños del Pacífico, el 0% eran de otras razas y el 3.44% pertenecían a dos o más razas. Del total de la población el 1.72% eran hispanos o latinos de cualquier raza.